# Nagyrákóc
Nagyrákóc (ukránul: Великий Раковець [Velikij Rakovec]) falu Ukrajnában, Kárpátalján, a Huszti járásban. A 2001-es népszámlálás idején lakosainak száma 4545 fő volt.

## Fekvése
Ilosvától délkeletre, Misztice és Alsósárad közt fekvő település.

## Története
Első említése 1330-ből származik. 1791-től vezetnek anyakönyvet. 1910-ben 3268 lakosából 20 magyar, 362 német, 2873 ruszin volt. Ebből 2900 görögkatolikus, 363 izraelita volt.
A trianoni békeszerződés előtt Ugocsa vármegye Tiszánnineni járásához tartozott. 2020-ig az Ilosvai jártáshoz tartozott, majd 2020-ban az ukrajnai közigazgatási reform keretében a Huszti járáshoz csatolták.

## Nevezetességek
- Görögkatolikus fatemplom, amelyet  Kisboldogasszony tiszteletére szentelték fel.